# Nemoria obliqua
Nemoria obliqua là một loài bướm đêm trong họ Geometridae.